# M53 SPG
M53 Self-Propelled Gun (M53 Long Tom) – amerykańskie działo samobieżne wprowadzone do uzbrojenia w latach 50. XX wieku.
Podwozie działa M53 było zbudowane z wykorzystaniem podzespołów czołgów M47 i M48. Przebudowa podwozia objęła zmianę kierunku jazdy (przedział silnikowy znajdujący się w czołgu z tyłu znalazł się z przodu działa) i usunięcie koła napinającego. W tylnej części podwozia umieszczono wieżę z armata M46 kalibru 155 mm. Kąt ostrzału w płaszczyźnie poziomej był równy 60°, w płaszczyźnie pionowej -5° do +65°. Maksymalna donośność ognia wynosiła 23 400 m, a szybkostrzelność 2 strz./min.
Działo samobieżne M53 zostało przyjęte do uzbrojenia w czerwcu 1952 roku. Jednocześnie do uzbrojenia przyjęto samobieżną haubicę M55 SPH kalibru 203 mm różniącą się od M53 wyłącznie zastosowanym działem. Od 1956 armaty M52 SPG US Army były przebudowywane na haubice M55 SPH, ale US Marine Corps zdecydował się pozostawić je na uzbrojeniu.